# Marina Diamandis
Marina Lambrini Diamandis (en griego, Μαρίνα-Λαμπρινή Διαμάντη) (Brynmawr; 10 de octubre de 1985), conocida profesionalmente como Marina (estilizado como MARINA)—anteriormente Marina and The Diamonds— es una cantante, compositora, poetisa y productora discográfica galesa. 
Alrededor de 2005 comenzó a escribir y producir sus primeras demos, y a publicarlas de forma independiente en Myspace. Tres años después firmó un contrato con 679 Artists.
Su primer álbum de estudio fue The Family Jewels, publicado en febrero de 2010. Contó con una recepción comercial media, llegó al quinto puesto en el Reino Unido y acreditó un disco de oro por la British Phonographic Industry. Por su parte, de los seis sencillos lanzados, «Hollywood» y «I Am Not a Robot» resultaron los más exitosos. Su segundo álbum, Electra Heart de 2012, fue mejor recibido que el anterior, debutó en el primer puesto en el país, y recibió un disco de plata. El primer sencillo, «Primadonna», logró un éxito notable entrando a los quince primeros de nueve países y fue certificado en Australia, Dinamarca, Nueva Zelanda, Reino Unido y Estados Unidos. Su tercer trabajo, Froot de 2015, mostró un cambio de estilo de sus predecesores, además de consagrar el primer top diez de la intérprete en los Estados Unidos. Tras crear una estrategia de publicación, Diamandis estrenó cinco sencillos para el álbum, aunque no contaron con ninguna posición en los conteos. En 2019, después de reducir su nombre artístico a Marina; la cantante lanzó su cuarto disco, Love + Fear, que ocupó la quinta casilla de la lista de álbumes del Reino Unido, además de ingresar en los treinta primeros de otros siete países. En 2021, Diamandis lanzó su quinto álbum de estudio, Ancient Dreams in a Modern Land y fue seguido por una versión deluxe en 2022.El 6 de junio de 2025 sacó su más reciente álbum de estudio, Princess of Power.

## Biografía

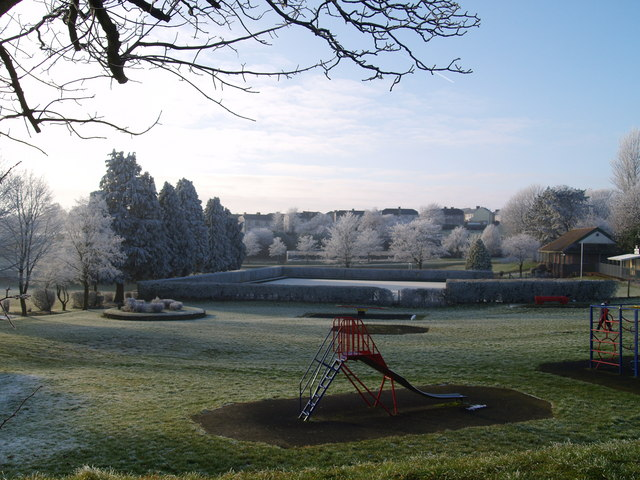
Brynmawr, lugar de nacimiento de Diamandis.

Marina Lambrini Diamandis nació el 10 de octubre de 1985 en Brynmawr, una ciudad de mercado ubicada en Blaenau Gwent (Gales, Reino Unido). Es hija del griego Demos Diamandis y la británica Esther Diamandis, y hermana de Lafina Diamandis.
Creció en la aldea de Pandy en Monmouthshire, y asistió a la Haberdashers' Monmouth School for Girls durante toda su infancia. Durante esta época fue diagnosticada con sinestesia, una condición que consiste en la asociación de ciertos colores con notas musicales. Cuando tenía dieciséis años, sus padres se separaron, por lo que se trasladó junto a su padre a Grecia, pero volvió a Gales dos años después. Diamandis comenzó a escribir música cuando tenía dieciocho años, mientras que se mudó a Londres para asistir a una escuela de baile, aunque renunció dos meses después. Estudió música en la Universidad de East London y fue transferida a la Universidad de Middlesex en su segundo año. Posteriormente, Diamandis audicionó para diferentes personas, con oportunidades como el musical de El rey león y una boy band organizada por Virgin Records.

## Carrera

### 2005-2010: Inicios yThe Family Jewels

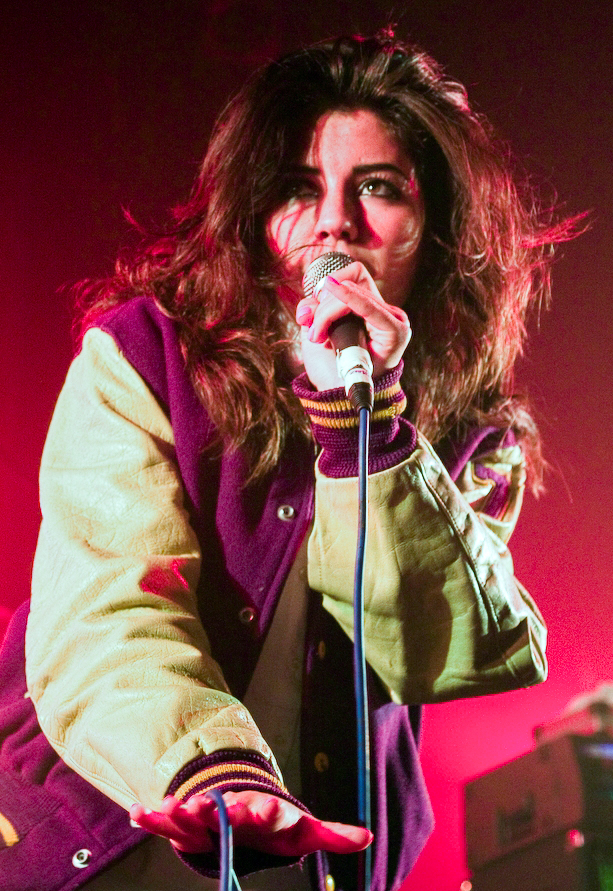
Diamandis presentándose en Newcastle Haymarket, octubre de 2009.

En 2005, creó su nombre artístico «Marina and the Diamonds», estableciendo a «the Diamonds» como sus seguidores, y no su banda de apoyo. Diamandis comenzó a escribir y producir sus primeros demos con la aplicación GarageBand, y publicó su primer EP Mermaid vs. Sailor, de forma independiente en Myspace en el 2007. Al siguiente año, atrajo la atención del fundador de Neon Gold Records Derek Davies, y fue contratada para ser la telonera del cantante australiano Gotye. Finalmente, en octubre firmó un contrato de publicación con 679 Artists—anteriormente 679 Recordings—, una subdivisión de Warner Music Group.
El 14 de febrero de 2009, Neon Gold publicó su sencillo debut «Obsessions», seguido del EP The Crown Jewels EP el 1 de junio. Mientras tanto, ese verano se presentó en la Radio 1's Big Weekend, el Festival de Glastonbury y el Festivales de Reading y de Leeds. Más tarde, quedó en segundo lugar en la encuesta de «Sound of 2010» realizada por BBC, sólo detrás de Ellie Goulding. El 13 de noviembre de 2009, lanzó su segundo sencillo «Mowgli's Road», junto con su versión de la canción «Space and the Woods» (2007) de Late of the Pier. Posteriormente, en diciembre, anunció su primer álbum The Family Jewels, junto con su tercer sencillo, «Hollywood», que se estrenó el 1 de febrero de 2010 y alcanzó la décima segunda posición en el Reino Unido, marcando su primera entrada a la lista.
Finalmente, The Family Jewels salió a la venta el 15 de febrero en Irlanda. El disco debutó en el quinto puesto en el Reino Unido, acreditando 27 618 copias en su primera semana. Eventualmente, fue certificado con un disco de oro por la British Phonographic Industry. Por su parte en los Estados Unidos, Chop Shop Records lo publicó el 25 de mayo. El álbum pasó su primera semana en la posición 138 por la venta de 24 000 ejemplares. Previamente, el 23 de marzo la disquera había comercializado su cuarto EP The American Jewels EP.
Por su parte, «I Am Not a Robot» sirvió como el cuarto corte y se estrenó el 26 de abril. Originalmente incluida en The Crown Jewels EP, Diamandis decidió volver a lanzar la canción, ya que según ella «la gente parece relacionarse y sentir empatía con la canción, independientemente de su sexo o edad». Logró el número veintiséis en el Reino Unido y el seis en Noruega, además de recibir un disco de oro por parte de la Recording Industry Association of America (RIAA) en los Estados Unidos. «Oh No!» y «Shampain», se desempeñaron como el quinto y último sencillo, respectivamente. Sólo el primero de estos, llegó al treinta y ocho en el Reino Unido. Con el fin de promover el disco, Diamandis se embarcó en su The Family Jewels Tour, durante el que recorrió Europa y Norteamérica durante 2010 y 2011.

### 2011-2016: Éxitos comerciales conElectra HeartyFroot
En el verano de 2011, Diamandis fungió junto a DJ Skeet Skeet como uno de los actos de apertura de la etapa norteamericana del California Dreams Tour de Katy Perry. El 30 de septiembre de ese año, publicó el sencillo promocional «Radioactive» a través de iTunes; que logró el vigésimo quinto puesto en el Reino Unido. Posteriormente el 20 de marzo de 2012, Diamandis sacó «Primadonna» en los Estados Unidos como el primer sencillo de su segundo álbum de estudio, mientras que estuvo disponible el 2 de abril en el Reino Unido. La canción consiguió un éxito notable a comparación de sus antecesores, entró a los quince primeros de nueve países, y fue certificado en Australia, Dinamarca, Nueva Zelanda, el Reino Unido y los Estados Unidos.

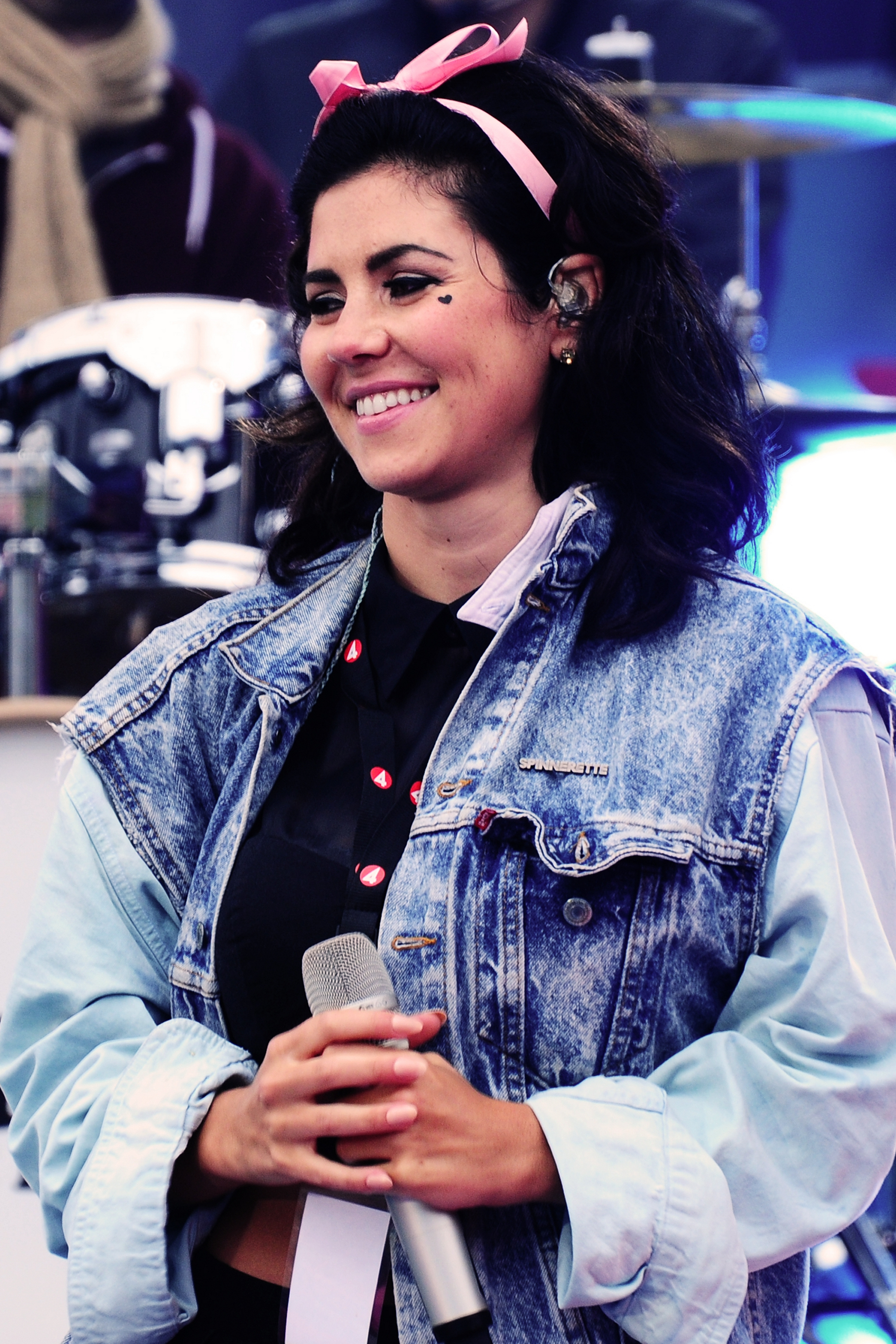
Diamandis en el Sommarkrysset de Suecia, en septiembre de 2012.

Su segundo trabajo resultó como Electra Heart, un álbum conceptual líricamente unido por las ideas de la «identidad femenina» y «una ruptura reciente». Diamandis creó un personaje homónimo, Electra Heart, como un vehículo para representar distintos arquetipos femeninos de la estereotipada cultura estadounidense. El disco fue publicado por primera vez el 27 de abril de ese año; y debutó en el primer puesto del Reino Unido con 21 358 copias. A pesar de que se convirtió en el primer trabajo de Diamandis en encabezar el conteo británico, fue el disco del siglo XXI con ventas más bajas reportadas en alcanzar dicho puesto. Eventualmente, la British Phonographic Industry le otorgó un disco de plata por exceder las 60 000 unidades vendidas en el país.
«Power & Control» se lanzó como el segundo sencillo de Electra Heart en el Reino Unido el 20 de julio junto a un EP de remezclas. Ese mes, se anunció que «How to Be a Heartbreaker» sería publicado como el segundo sencillo del álbum en los Estados Unidos y como el tercero en el Reino Unido. Diamandis comentó que había escrito la canción mientras imprimían los folletos para la edición británica del disco y por consecuencia no pudo incluirla en el material original; por otro lado, la canción fue incluida en la lista de canción para la edición norteamericana. Alcanzó el dieciocho en Dinamarca. Durante 2012, dio inicio a su segunda gira musical, The Lonely Hearts Club Tour, así como también sirvió de telonera del Mylo Xyloto Tour de Coldplay. En mayo de 2013 publicó «Just Desserts», una colaboración con la cantante Charli XCX, en sus cuentas de YouTube y SoundCloud. El 3 de agosto, Diamandis estrenó el vídeoclip del outtake «Electra Heart», dando así fin a la campaña de publicación de vídeos promocionales titulada Electra Heart: The Archetypes. El vídeo representa la muerte del personaje, y simbólicamente el fin de la era. Tras el fin de la promoción del álbum, la cantante introdujo su propia colección de moda, 11 Diamonds. La primera línea de camisetas fue diseñada por Diamandis en conjunto con DEER DANA, Francisco Canton y Yippy Whippy, y distribuida por Neon Gold Records.

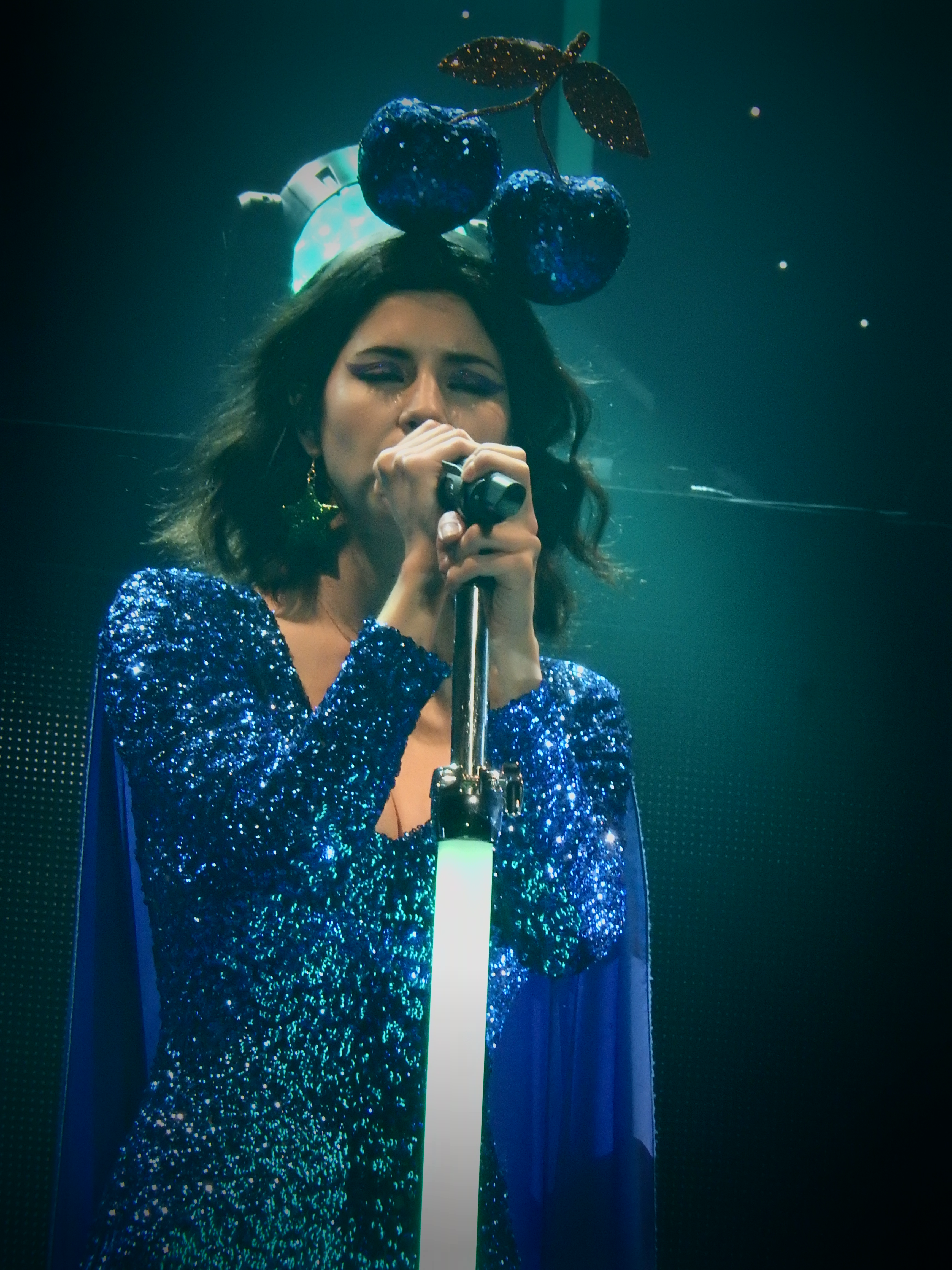
Diamandis presentándose en el Roundhouse en Londres, en febrero de 2016.

En febrero de 2013, Diamandis anunció que había comenzado a escribir canciones para su tercer álbum de estudio. Tiempo después, confirmó a David Kosten como el productor del proyecto y reveló que el nombre del álbum sería Froot y que sería lanzado el 6 de abril de 2015. El anuncio vino acompañado de la portada y de la lista de canciones. En febrero de ese año, aún faltando dos meses para su lanzamiento, el disco se filtró a Internet; por lo tanto, Diamandis adelantó la fecha de lanzamiento a un mes antes en todo el mundo. Estrenado por primera vez en Alemania el 13 de marzo, Froot representa un cambio «lírico y musical» de Electra Heart; además durante su primera semana en el mercado recibió una recepción comercial media, logrando entre otras cosas, su primer top diez en el Billboard 200 de Estados Unidos con 46 000 copias. Para el lanzamiento de sencillos, Diamandis creó una estrategia con el nombre de «Froot del Mes», esta consiste en que cada mes antes de la publicación del álbum, Diamandis liberaría una pista, por lo que al final habrían sido lanzados seis sencillos. Estos fueron «Froot», «Happy», «Immortal», «I'm a Ruin», «Forget» y «Blue», que a pesar de su respectiva promoción no consiguieron entrar en ningún conteo internacional. Además de diversas presentaciones en vivo, Diamandis se embarcó en su tercera gira titulada Neon Nature Tour (2015-16).

### 2017-2022: Giro al electropop y salida de Atlantic Records

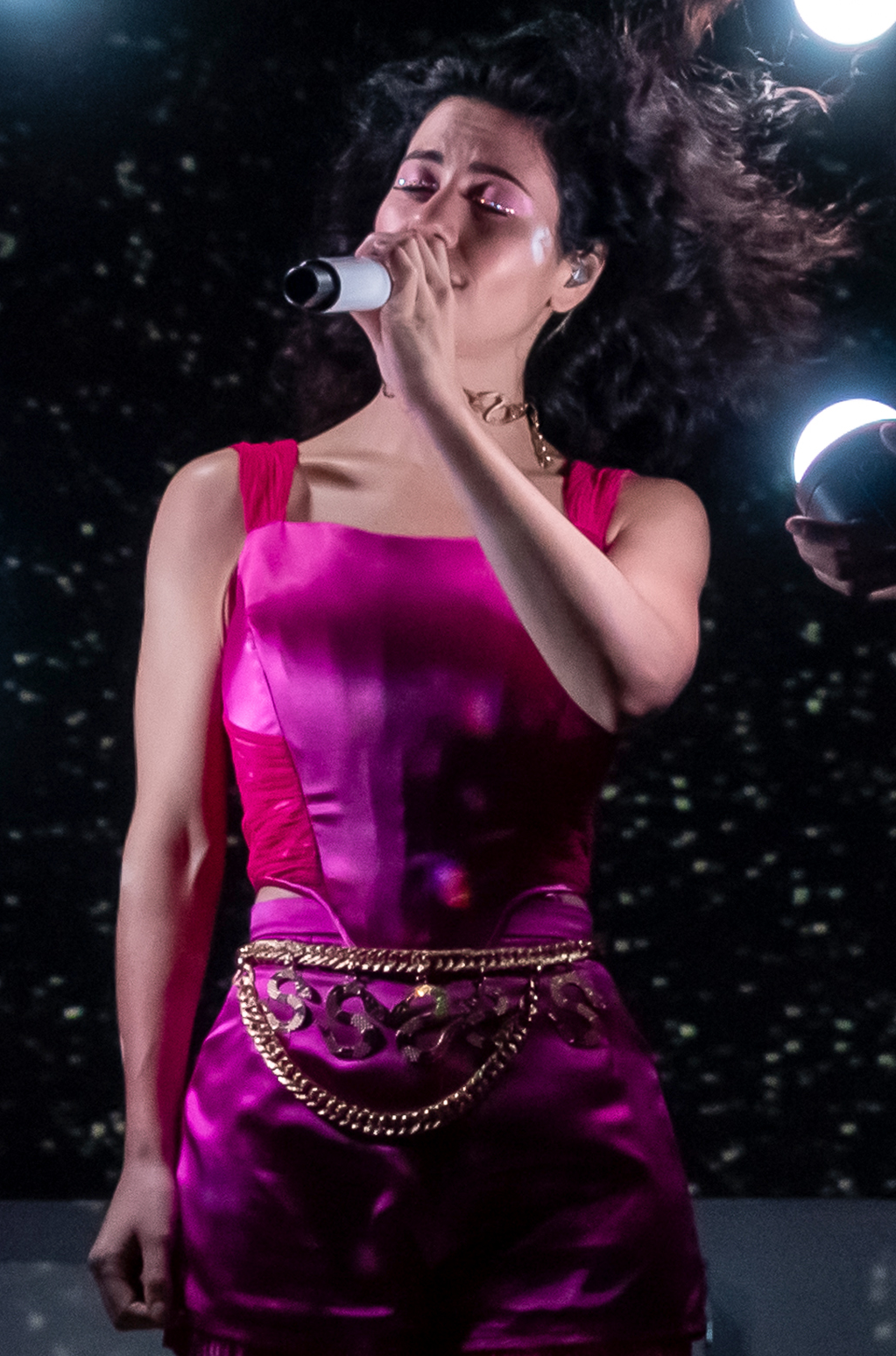
Marina presentándose en el The Greek Theatre. Los Ángeles, octubre de 2019

En junio de 2016, Diamandis le dijo al canal de televisión Fuse que había empezado a escribir nuevo material y cinco meses después escribió en Twitter que estaba en el estudio trabajando en su nuevo álbum. En diciembre, el grupo electrónico Clean Bandit confirmó que "Disconnect", una canción que habían interpretado con Diamandis en el Festival de Música y Artes de Coachella Valley en 2015, sería lanzado en su nuevo álbum. Esta finalmente fue lanzada como un sencillo en junio de 2017 y Marina la cantó con ellos en el Festival de Glastonbury de ese mismo año.
En agosto de 2018, Diamandis confirmó que su cuarto álbum se lanzaría con el nombre "Marina", dejando atrás "and The Diamonds" de su nombre artístico. En octubre de 2018, Clean Bandit anunció que Diamandis estaría en su próximo sencillo, "Baby", junto con el cantautor puertorriqueño Luis Fonsi. Esta canción, junto con su vídeo musical, se estrenaron el 2 de noviembre de 2018.
El 8 de febrero de 2019, Marina estrenó "Handmade Heaven", siendo el primer sencillo y vídeo musical de su cuarto álbum de estudio. El 14 de febrero, Marina reveló mediante su cuenta de Instagram el nombre de su cuarto álbum de estudio, “Love + Fear”, el cual consta de dos colecciones por separado con ocho canciones cada una y su propia portada. Asimismo, reveló que la fecha de estreno del álbum estaba prevista para el 26 de abril de 2019 y también anunció las primeras fechas de su tour. El 1 de marzo, Marina publica su segundo sencillo “Superstar” y posteriormente el 22 de marzo el tercer sencillo “Orange Trees” junto a su vídeo musical de YouTube.
Más adelante, el 4 de abril, sorprendió con la publicación imprevista a Spotify de “LOVE”, la primera mitad de su álbum. Ese adelanto de casi tres semanas se debió, según ella, a que quería que sus fans escucharan las canciones de “LOVE” y “FEAR” por separado.
El 29 de abril, Diamandis se embarcó en su gira Love + Fear Tour con seis conciertos en el Reino Unido, incluidas fechas con entradas agotadas en Londres y Mánchester. En julio de 2019, estaba programado para tocar en varios festivales en Europa y el Reino Unido, antes de realizar la gira por Norteamérica con 19 fechas en Estados Unidos y Canadá durante septiembre y octubre, seguida de una segunda serie de fechas en el Reino Unido y un corta gira europea. Apareció en la canción de Gryffin (también con Model Child) "If I Left the World", lanzada el 23 de octubre de 2019, junto con una versión en solitario de ella.
El 16 de enero de 2020, Diamandis publicó dos fotos en Instagram con el título "Escribiendo canciones en París". El 24 de enero de 2020, publicó una foto en Instagram con el título "Álbum 5". El 7 de febrero de 2020, Diamandis lanzó una canción titulada "About Love", que forma parte de la banda sonora de la película To All the Boys: P.S. Todavía te amo. El 14 de febrero de 2020, anunció su próxima gira en abril, "The Inbetweenie Tour". Sin embargo, el 16 de marzo de 2020 anunció que esta gira sería cancelada debido a la pandemia de COVID-19. 

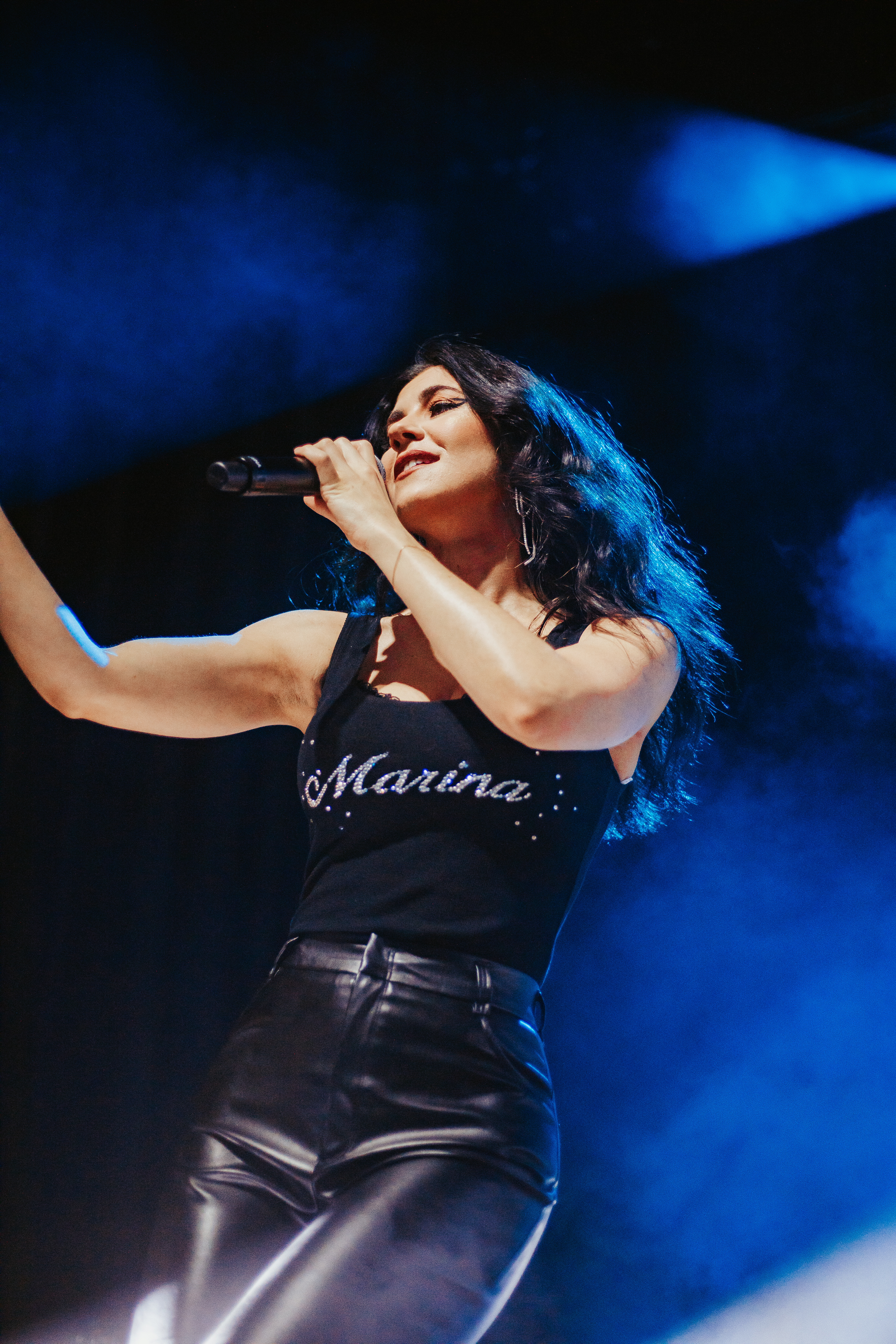
Marina presentándose en el Auditorio Ryman. Nashville, marzo de 2022

El 8 de marzo de 2020, publicó un fragmento de una nueva canción llamada "Man's World" en su historia de Instagram. Esta canción y su respectivo vídeo se lanzaron el 18 de noviembre de 2020. El sencillo debutó en el número 99 en la lista oficial de ventas de sencillos del Reino Unido y en el número 96 en la lista oficial de descargas de sencillos del Reino Unido, respectivamente, después de dos días del lanzamiento.
El 12 de abril de 2021, Diamandis anunció un nuevo sencillo, "Purge the Poison". Más tarde ese día, su equipo web subió accidentalmente el vídeo musical a YouTube, lo que resultó en una filtración temprana de la canción y el vídeo musical. Diamandis lanzó la portada del single y la fecha de lanzamiento dos días después, posiblemente como resultado de la filtración temprana. Ese mismo día se anunció que el quinto álbum de Diamandis, Ancient Dreams in a Modern Land, fue lanzado el 11 de junio de 2021.
El día 19 de mayo de 2021, se estrena el tercer sencillo: "Ancient Dreams in a Modern Land" con su respectivo vídeo. Ese mismo día, Marina anuncia que realizará un concierto online titulado "Ancient Dreams: Live from the Desert" los días 12 y 13 de junio para celebrar el lanzamiento del álbum.
El 9 de junio del mismo año, se estrena el cuarto sencillo: "Venus Fly Trap", con su respectivo vídeo.
Durante su tour por Europa, Marina anunció que Ancient Dreams in a Modern Land sería su último trabajo discográfico bajo el sello de Atlantic Records, y que a partir de ahora trabajaría de manera independiente.

### 2023-presente:Eat the WorldyPrincess of Power
El 15 de noviembre del 2022, Marina hizo público via Twitter la fundación de Queenie Records, la nueva disquera independiente donde publicaría sus próximos trabajos.
El día 2 de abril de 2024, Diamandis anunció en sus redes sociales su libro 'Eat The World', el cual es una colección de poemas escritos por la propia Marina de la mano de la editorial Penguin Life, diciendo que la fecha de publicación de este era el 29 de octubre del mismo año.
En una entrevista a Attitude en julio de 2024, Diamandis confirmó que su nuevo álbum de estudio sería lanzado en 2025. 
El 21 de febrero de 2025, Diamandis lanzó "Butterfly", el principal sencillo de su sexto álbum. Un video musical fue lanzado el mismo día, se estrenó en YouTube y en las vallas publicitarias de Paramount en el Times Square.
El 20 de marzo lanzó el segundo sencillo titulado "Cupid's Girl" y el tercer sencillo, "Cuntissimo", se lanzó el 10 de abril, además del título, portada y fecha de su sexto álbum Princess of Power.

## Estilo musical, influencias e imagen pública

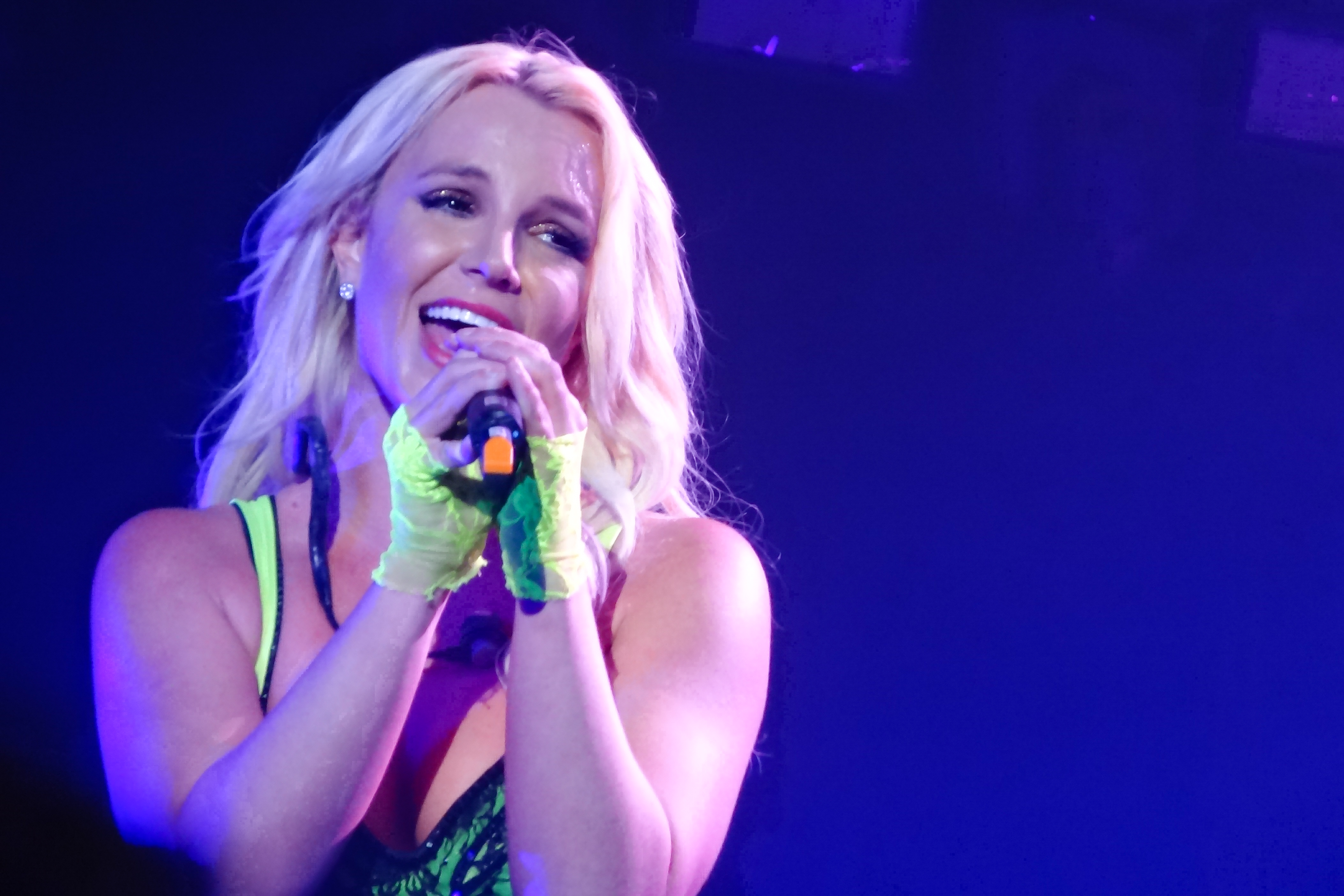
Diamandis ha citado a Britney Spears (en la imagen) como su mayor influencia musical, así como también su «ídolo adolescente».

Descrita por sí misma como una «música DIY» y «artista indie con logros pop»; Diamandis considera a su música como «pop alternativo». Mientras que The Family Jewels incorporó elementos prominentes del new wave; Electra Heart está fuertemente inspirado en los estilos musicales del electropop. Por su parte, Froot retoma los estilos de ambos álbumes, siendo principalmente de géneros indie pop y synth pop. Haciendo referencia a su falta de formación musical formal: Diamandis ha bromeado sobre que «probablemente tengo un poco de un sonido diferente, porque yo realmente ¡no sé lo que estoy haciendo!». El contenido lírico de Diamandis «normalmente analiza los componentes de la conducta humana»; además, ha señalado que se habría convertido en psicóloga de no haber sido cantante.
Su voz se ha comparado a menudo con las de las cantantes Karen O, Regina Spektor, Kate Bush y Florence Welch. Al revisar The Family Jewels, Joe Copplestone de PopMatters señaló que su entrega vocal de vez en cuando domina las melodías «inventivas» exhibidas en sus canciones. Paul Lester de The Guardian indicó que la dirección musical de Diamandis es «difícil de entender», dada la frecuencia con la que se alterna «teclados basados en simples baladas» y «nuevos números con una onda de inflexión extravagante». En diversas ocasiones ha citado, entre muchas otras, a Brody Dalle, Patti Smith, Madonna y Britney Spears como sus influencias musicales, y a Leigh Lezark, Gwen Stefani, y Shirley Manson como sus «iconos de la moda». También ha mostrado un particular interés en el enfoque lo-fi de Daniel Johnston. Eventualmente ha señalado a su madre como su «icono de la moda», y principal influencia estética en Froot.
Diamandis es notable por su ropa «experimental», descrita por ella misma como «vintage, cheerleading y [de] caricatura»; identificándose con Sophia Loren y Gwen Stefani. Como parte de Selfridges «Sound of Music», Diamandis diseñó su propio escaparate para la sucursal de Oxford Street en Londres en mayo de 2010. Además, apareció como un «maniquí vivo» para la exhibición. En noviembre de ese año, contribuyó a la columna mensual «Today I'm Wearing», de la edición británica de la revista Vogue.

## Vida personal
Diamandis se identifica como atea, aunque fue educada en una familia ortodoxa. Diamandis mantuvo una relación con Jack Patterson, componente del grupo Clean Bandit, durante cinco años hasta su separación en 2020.

### Salud
Diamandis ha hablado abiertamente de sus episodios de depresión y su ansiedad en diferentes años de su vida desde la adolescencia. En su canción, "Happy" (2016), narra la batalla entre la depresión y la felicidad. Estos episodios, fueron tratados profesionalmente, a lo que ella llama, a "pop psychologist". También ha narrado sus episodios de bulimia, en su poemario, Eat the World, publicado en 2024.

## Discografía
Álbumes de estudio
- The Family Jewels (2010)
- Electra Heart (2012)
- Froot (2015)
- Love + Fear (2019)
- Ancient Dreams in a Modern Land (2021)
- Princess of Power (2025)

## Giras
| Como artista principal - The Family Jewels Tour (2010-11) - The Lonely Hearts Club Tour (2012-13) - Neon Nature Tour (2015-16) - Love + Fear Tour (2019) - Ancient Dreams in a Modern Land Tour (2022) - The Princess of Power Tour (2025) | Como acto de apertura o invitada - NME Radar Tour (2009) - California Dreams Tour (2011) - Mylo Xyloto Tour (2011-12) - Viva Las Vengeance Tour (2022-23) |

## Premios y nominaciones
| Año  | Ceremonia de premiación    | Nominado                               | Premio                                 | Resultado     | Ref.            |
| ---- | -------------------------- | -------------------------------------- | -------------------------------------- | ------------- | --------------- |
| 2010 | BBC News                   | Marina and the Diamonds                | Sound of...                            | Segundo lugar | [ 39 ]          |
| 2010 | Sweden GAFFA Awards        | Marina and the Diamonds                | Mejor artista nuevo extranjero del año | Ganadora      | [ 137 ]         |
| 2010 | Brit Awards                | Marina and the Diamonds                | Critics' Choice                        | Nominada      | [ 138 ]         |
| 2010 | BT Digital Music Awards    | Marina and the Diamonds                | Artista revelación del año             | Nominada      | [ 139 ]         |
| 2010 | MTV Europe Music Awards    | Marina and the Diamonds                | Mejor artista — Reino Unido e Irlanda  | Ganadora      | [ 140 ]         |
| 2010 | UK Festival Awards         | Marina and the Diamonds                | Mejor artista revelación               | Nominada      | [ 141 ] [ 142 ] |
| 2010 | Virgin Media Music Awards  | Marina and the Diamonds                | Mejor recién llegado                   | Ganadora      | [ 143 ]         |
| 2010 | Popjustice £20 Music Prize | «I Am Not a Robot»                     | Mejor sencillo pop británico           | Nominada      | [ 144 ]         |
| 2012 | NME Awards                 | Marina and the Diamonds                | Mujer más hot                          | Nominada      | [ 145 ]         |
| 2012 | Attitude Magazine Awards   | Marina and the Diamonds                | Mejor música                           | Ganadora      | [ 146 ]         |
| 2012 | Popjustice £20 Music Prize | «Power & Control»                      | Mejor sencillo pop británico           | Nominada      | [ 144 ]         |
| 2015 | Popjustice £20 Music Prize | «I'm a Ruin»                           | Mejor sencillo pop británico           | Nominada      | [ 147 ]         |
| 2019 | Popjustice £20 Music Prize | «Baby» (con Clean Bandit y Luis Fonsi) | Mejor sencillo pop británico           | Nominada      | [ 144 ]         |
| 2020 | People's Choice Awards     | «About Love»                           | Mejor canción de banda sonora del 2020 | Nominada      | [ 148 ]         |